# ウォーカー郡 (アラバマ州)
ウォーカー郡（英: Walker County）は、アメリカ合衆国アラバマ州の中央部北西に位置する郡である。2010年国勢調査での人口は67,023人であり、2000年の70,713人から5.2%減少した。郡庁所在地はジャスパー市（人口14,352人）であり、同郡で人口最大の都市でもある。郡名はアメリカ合衆国上院議員を務めたジョン・ウィリアムズ・ウォーカーに因んで名付けられた。

## 歴史
ウォーカー郡は1823年12月26日に、マリオン郡とタスカルーサ郡の一部を合わせて設立された。郡名は1819年から1822年までアラバマ州選出アメリカ合衆国上院議員を務めたジョン・ウィリアムズ・ウォーカーに因んで名付けられた。ジャスパー市が郡庁所在地であり、サウスカロライナ州出身で、レッドスティック戦争の英雄になったウィリアム・ジャスパーに因んで名付けられた。

### アメリカ合衆国国家歴史登録財
郡内のアメリカ合衆国国家歴史登録財には、バンクヘッド邸、ボシェルの製粉場、第一ユナイテッド・メソジスト教会、ジルクリスト邸、ジャスパー市中心街歴史地区、スティーブンソン邸、ウォーカー郡病院がある。

## 地理
アメリカ合衆国国勢調査局に拠れば、郡域全面積は805.30平方マイル (2,085.7 km2)であり、このうち陸地794.39平方マイル (2,057.5 km2)、水域は10.91平方マイル (28.3 km2)で水域率は1.35%である。

### 交通

#### 主要高規格道路
- アメリカ国道78号線
- アラバマ州道5号線
- アラバマ州道13号線
- アラバマ州道18号線
- アラバマ州道69号線
- アラバマ州道102号線
- アラバマ州道118号線
- アラバマ州道124号線
- アラバマ州道195号線
- アラバマ州道269号線

建設中の 州間高速道路22号線が完成すれば郡内を通る。

#### 鉄道
- BNSF鉄道
- ノーフォーク・サザン鉄道

### 隣接する郡
- ウィンストン郡 - 北
- カルマン郡 - 北東
- ブラウント郡 - 東
- ジェファーソン郡 - 南東
- タスカルーサ郡 - 南西
- ファイエット郡 - 西
- マリオン郡 - 北西

## 人口動態
以下は2000年国勢調査による人口統計データである。
| 基礎データ - 人口: 70,713人 - 世帯数: 28,364 世帯 - 家族数: 20,478 家族 - 人口密度: 34人/km2（89人/mi2） - 住居数: 32,417軒 - 住居密度: 16軒/km2（41軒/mi2） 人種別人口構成 - 白人: 92.15% - アフリカン・アメリカン: 6.17% - ネイティブ・アメリカン: 0.28% - アジア人: 0.20% - 太平洋諸島系: 0.02% - その他の人種: 0.31% - 混血: 0.86% - ヒスパニック・ラテン系: 0.86% 先祖による構成 - イギリス系：59% - アイルランド系：12.1% - アフリカ系：6.17% - ドイツ系：6% - スコットランド系：2.1% 年齢別人口構成 - 18歳未満: 23.5% - 18-24歳: 8.6% - 25-44歳: 28.0% - 45-64歳: 25.1% - 65歳以上: 14.8% - 年齢の中央値: 38歳 - 性比（女性100人あたり男性の人口） - 総人口: 93.2 - 18歳以上: 89.8 | 世帯と家族（対世帯数） - 18歳未満の子供がいる: 30.7% - 結婚・同居している夫婦: 56.3% - 未婚・離婚・死別女性が世帯主: 11.9% - 非家族世帯: 27.8% - 単身世帯: 25.3% - 65歳以上の老人1人暮らし: 11.2% - 平均構成人数 - 世帯: 2.46人 - 家族: 2.93人 収入と家計 - 収入の中央値 - 世帯: 29,076米ドル - 家族: 35,221米ドル - 性別 - 男性: 31,242米ドル - 女性: 20,089米ドル - 人口1人あたり収入: 15,546米ドル - 貧困線以下 - 対人口: 16.5% - 対家族数: 13.2% - 18歳未満: 21.0% - 65歳以上: 17.4% |

## 都市と町

### 都市
- ジャスパー - 郡庁所在地
- スミトン
- カーボンヒル
- コルドバ
- ドーラ

### 町
- エルドリッジ
- カンザス
- ノーブー（一部はウィンストン郡）
- オークマン
- パリッシュ
- シプジー

### 未編入の町
- カリー
- エンパイア
- グッドスプリングス
- スプリングヒル
- ユニオンチャペル

## 見どころ
郡内にはウィリアム・B・バンクヘッド国立の森やルイス・スミス湖があり、またアラバマ鉱業博物館もある。

## 著名な出身者
- ドイル・アレクサンダー、メジャーリーグベースボール選手、コルドバ出身
- ポリー・ホリデイ、女優、ジャスパー出身
- ジョージ・リンゼイ、俳優、ジャスパー出身
- グレン・シャディックス、俳優、ジャスパー出身
- バタービーン、プロボクサー
- マイケル・ルーカー、俳優、ジャスパー出身